# Le Talisman (roman de Diana Gabaldon)
 (mars 2019).
Pour les articles homonymes, voir Talisman.
Le Talisman (titre original : Dragonfly in Amber) est le deuxième tome de la saga littéraire Le Chardon et le Tartan de la romancière Diana Gabaldon. Cette série narre les voyages dans le temps de Claire Randall, une infirmière du XXe siècle, et de Jamie Fraser, un Highlander du XVIIIe siècle.
Il est publié aux États-Unis aux éditions Delacorte Books en 1992, puis en France aux éditions Presses de la Cité en 1996.

## Résumé
L’histoire se déroule en 1968. Claire Randall rend visite à un jeune donateur d'Oxford nommé Roger MacKenzie à Inverness, en quête de réponses pour sa fille, Brianna. Sa demande est inhabituelle ; elle a une liste de noms, des soldats jacobites qui ont combattu avec l'armée du prince Charles Edward Stuart, qui ont participé à la bataille désastreuse de Culloden en 1746. Qu'est-il arrivé à ces hommes, demande-t-elle, après la bataille ? Roger est surpris de son intensité, mais intrigué par sa question et encore plus par celle de sa fille aux cheveux roux. La réponse à la recherche de Roger mène tous les trois à une tombe inattendue et à une révélation qui va bouleverser toute leur vie.
Claire raconte à Roger et Brianna ce qui s'est passé pendant l'année qui a précédé la montée de Stuart : les intrigues politiques, la chaîne d'espionnage, de trahison et de meurtre qui l'ont menée, elle et son mari James Fraser, de la cour de Louis XV aux landes des Highlands écossais balayées par le vent et au sol gorgé de sang de Culloden. L'horrible piège des circonstances et de l'honneur qui l'a renvoyée vers l'avenir - et l'ensemble des circonstances actuelles qui l'ont menée à sa quête et à une révélation encore plus choquante.

## Personnages
- Claire Beauchamp, infirmière militaire anglaise. Héroïne principale, mariée à Frank Randall puis à James Fraser
- James « Jamie » Fraser, écossais, laird de Broch Tuarach à Lallybroch
- Frank Randall, historien, époux de Claire née Beauchamp
- Jonathan « Jack » Randall, officier dans les troupes d'occupation anglaise en Écosse, ancêtre de Frank Randall
- Roger MacKenzie, fils adoptif du révérend Reginald Wakefield
- Colum MacKenzie, Laird du clan MacKenzie de Leoch, oncle de Jamie Fraser, handicapé par une maladie dégénérative
- Dougal MacKenzie, chef de guerre des MacKenzie de Leoch, frère de Colum. Jacobite
- Murtagh Fraser, parrain de Jamie, son protecteur et homme de confiance

## Adaptation
En 2014, la série des romans est adaptée à la télévision et est diffusée sous le titre Outlander par Ronald D. Moore. La seconde saison de la série reprend l'histoire de ce second tome.